# 每日经济新闻
《每日经济新闻》（英語：National Business Daily，简称）是中国大陆出版的一份全国性财经类报纸，由成都传媒集团主管主办。

## 历史与概况
每日经济新闻于2004年12月9日创刊，当时由解放日报报业集团（2013年与文汇新民联合报业集团整合为上海报业集团）和成都日报报业集团（现为成都传媒集团）联合主管主办，由多元投资的上海每日经济传媒有限公司经营。2008年3月，解放日报报业集团退出管理层，转由成都传媒集团一家主管主办，刊号及邮发代号转至四川。同年5月《每日经济新闻》全新改版，并大力发展新媒体。
该报报道领域涵盖全球经济政策、区域经济、公司产业、资本市场、商业运营、企业管理、专业投资理财等，核心读者为金融证券人士、大中企业管理层、经济政策制定者、经济管理人士、经济研究人士及相关专业投资者，以尖锐、坦率的报道风格和专业的报道水平著称。2008年6月，该报采写了“立立电子”IPO黑幕系列报道，推进了相关监管政策出台；2010年12月，该报曝光胜景山河IPO过程中涉嫌造假，胜景山河在上市前一小时被紧急叫停，被评为2010年经济界十大标志性事件之一。2018年，该报率先披露长生生物公司的疫苗相关问题，并持续、深入挖掘内幕，揭露长生生物业绩注水、靠行贿销售的丑闻。
目前，《每日经济新闻》拥有一报、两网两端（每经网/英文网、简体APP/繁体APP）、官方微博、微信、视频，同时还入驻多家新媒体平台，建立海外传播网络，用户遍及全球205个国家和地区，全媒体年阅读总量超过100亿。该报自称是全四川及中国西部地区唯一一家“真正在一线城市拥有团队、布点的全国性媒体”；唯一一家在海外设立办事处、布点全球的媒体；在传统媒体整体经营收入下滑的形势下，唯一一家连续11年逆势增长，且继续保持盈利的市场化媒体。2018年7月，每日经济新闻在美国硅谷设立办事处，为首个海外办事处。

## 争议
因《每日经济新闻》大篇刊登有关360的负面新闻，2015年，360以侵犯商誉权为由，将《每日经济新闻》诉至法庭并获胜，《每日经济新闻》被判赔款150万元。